# 不眠 (X-ファイルのエピソード)
「不眠」（原題:Sleepless）は『X-ファイル』のシーズン2第4話で、1994年10月7日にFOXが初めて放送した。

## スタッフ
- 監督：ロブ・ボウマン
- 脚本：ハワード・ゴードン

## キャスト

### レギュラー
- デイヴィッド・ドゥカヴニー - フォックス・モルダー特別捜査官
- ジリアン・アンダーソン - ダナ・スカリー特別捜査官

### ゲスト
- ミッチ・ピレッジ - ウォルター・スキナーFBI副長官
- ウィリアム・B・デイヴィス - シガレット・スモーキング・マン
- ニコラス・リー - アレックス・クライチェック
- スティーヴン・ウィリアムズ - ミスターX
- ジョン・グリース - サルヴァトール・マトラ
- ドン・トンプソン - ヘンリー・ウィリング
- デヴィッド・アダムス - フランシス・ギラルディ博士
- クロード・デ・マルティーノ - サウル・グリッソム博士
- トニー・トッド - オーガスタス・コール

## ストーリー
ニューヨークのグリッソム博士は自宅の外で何かが燃えているのを発見し、消防署に通報した。駆けつけた消防隊員は博士の遺体を見つけるが、何かが燃えていた形跡はなかった。
その後、何者かがモルダーにグリッソムが消防署に通報したときの録音テープを送りつける。早速その件を調べようとしたモルダーだったが、アレックス・クライチェックという別の捜査官がすでに現場に来ていた。クライチェックが気に入らないモルダーは、彼を蔑ろにして、スカリーにグリッソム博士の遺体の解剖を依頼した。その後、モルダーはコネティカット州にある博士のクリニックへと向かうが、一足先にクリニックに到着していたクライチェックと口論になった。モルダーは渋々クライチェックを連れてスカリーの下へ向かう。スカリーによると、博士の遺体に火傷の痕跡はなかったが、生物学的な知見からは焼死したとしか思えない状態なのだという。
ブルックリンのとあるアパートに住んでいた退役軍人のヘンリー・ウィリングの元に、ベトナム戦争時代の同僚であるオーガスタス・コールが訪問する。そこへ突如として謎の一団が現れ、ウィリングを射殺する。ウィリングの死体を検分したモルダーとクライチェックは、死体の首の後ろに傷跡があるのに気付く。記録を調べてみると、ウィリングは1970年に米軍の特殊部隊の一員としてベトナム戦争に従軍していたことが分かった。その部隊はベトナムで大きな被害を受け、生還したのはウィリングとコールだけだった。2人はコールに会うためにニュージャージー州にある病院を訪れる。コールはすでに退院していたものの、奇妙なことに、コールの主治医は彼の退院を認めた覚えがないのだという。
モルダーはXと名乗る人物から呼び出しを受け、グリッソム博士が従事していた軍の極秘計画の存在を教えられる。博士はロボトミー手術の技法を応用して、睡眠を取らなくても良い兵士を作る研究をしていたのだという。さらに、Xはサルヴァトール・マトラという兵士の存在をも明かした。マトラは戦死したことになっているが、実は生存していたのだ。
そんな中、コールの風貌に酷似した人物がドラッグストアに強盗に入ったという一報が流れる。現場に急行したモルダーとクライチェックは2発の銃声を聞いた。2人はそれがコールに向けて放たれたものだと思ったが、それは2人の警官がお互いを撃ったときの銃声であり、コールは逃走した後だった。モルダーは、長年にわたる不眠の結果、コールが幻覚を見せる能力を習得したのではないかという仮説を立てる。その後、モルダーとクライチェックはマトラに会う。実験のために24年間一睡もしたことがないというマトラは、実験に従事していたもう一人の科学者、ギラルディ博士の名前を出す。
地下鉄の駅でギラルディ博士を発見した2人は、博士を保護しようとするが、そこにはコールの姿もあった。コールは、モルダーに自分が博士を銃撃する幻覚を見せているすきに、本物の博士を人質に取る。監視カメラの映像を手掛かりに、2人はコールの居場所を特定し、負傷した博士を見つける。モルダーはコールが自殺するのを止めようとしたが、クライチェックがコールを射殺する。クライチェックはコールが拳銃を持っていると思い込んでいたが、彼が実際に手にしていたのは聖書であった。事件解決後、モルダーとスカリーは軍の機密資料がなくなっていることに気が付いた。
その頃、クライチェックはシガレット・スモーキング・マンに今回の事件の詳細を報告していた。彼はシンジケートのスパイだったのだ。クライチェックは「X-ファイル課の解散と2人の引き離しは失敗しています。却って2人の絆は強くなっています。」と報告していた。それを聞いたシンジケートのメンバーは、モルダーの監視役になると思っていたスカリーが逆に自分たちの敵になってしまったことを痛感する。

## 製作
脚本執筆時、ハワード・ゴードンは不眠症の治療中であった。その経験から本作のアイデアを思いついたのだという。シーズン1でアレックス・ガンサと共同で複数の脚本を執筆してきたゴードンにとって、本エピソードが初めて単独で脚本を執筆した経験になった。元々、クリス・カーターもシーズン1のために不眠を題材にしたエピソードの脚本を執筆していた。その脚本でカーターは「どうすれば完璧な兵士が作れるのか」という問いに向き合っていた。カーターは睡眠の不思議を気に入っており、「私たちが眠ることで、悪霊たちは夢の中で自由に動けるようになるのです」「このエピソードに出てくるキャラクターは眠ることが出来ないので、自分たちの記憶が生み出した怪物に取り憑かれてしまったのです」と述べている。
本エピソードはニコラス・リー演じるアレックス・クライチェックの初登場回でもあった。スカリーの代わりにモルダーの相棒となったキャラクターでもあったため、カーターはクライチェックに大いに関心を引きつけられたのだという。リーはシーズン1第13話「性を曲げるもの」に出演した経験があり、そのエピソードの監督だったボウマンは「この人（リー）ならFBIの新人捜査官を上手に演じられるのではないか」という印象を受けたのだという。クライチェックというキャラクターの設定を練り上げていたとき、製作スタッフはクライチェックがシリーズの主要キャラクターになることを想定して作業に当たっていた。無論、もし、クライチェックが上手くシリーズに溶け込めなかった場合は、彼を早々に殺すという合意がスタッフ間でなされていた。
本エピソードはスティーヴン・ウィリアムズ演じるミスターXが初めて姿を見せた回でもある（シーズン2第2話「寄生」に登場したミスターXは声のみの出演だった）。ミスターXは女優のナタリア・ノグリッチが演じる予定だったが、モルダーやスカリーと上手く馴染まなかったため、グレン・モーガンとジェームズ・ウォンの推薦でウィリアムズが起用されることになった。

## 評価
1994年10月7日、FOXは本エピソードを初めてアメリカで放映し、1340万人の視聴者（820万世帯）を獲得した。
『エンターテインメント・ウィークリー』は本エピソードにB+評価を下し、「トニー・トッドの演技によって、「不眠」は単なる良作から名作へと変貌を遂げた」と述べている。『クリティカル・ミス』のジョン・キーガンは本エピソードに10点満点で7点を与え、「アレックス・クライチェックの初登場回としてはこれ以上ない出来だと思う」「整然と作られたエピソードだ」と評している。『SFX』のデイヴ・ゴールダーは本エピソードを「SFテレビドラマ史上、全体の流れを変えたエピソード20選」に選出している。
ロバート・シャーマンとラース・ピアソンは本エピソードに5つ星評価で4つ星を与え、「ハワード・ゴードンはベトナム戦争の罪というクリシェを個人的なもの、痛ましいものへ変容させた」と肯定的評価を述べる一方で、「クライチェックがモルダーとスカリーの敵であると判明するシーンは、「不眠」の最も恥ずべきシーンである」と批判している。『A.V.クラブ』のザック・ハンドルンは「「不眠」は『X-ファイル』によくある脱線であるが、クライチェックとミスターXの初登場回である以上、本来はもっと重要視されるべきだった」と述べている。
クリス・カーターは「私は「不眠」が大好きです。アイデア自体も素晴らしいですし、それを見事に活かしきっています。キャスト陣にも恵まれましたが、トニー・トッドは特に素晴らしかったと思います。」「ロブ・ボウマンの演出も鮮やかでした」と評している。